# Kia Stonic
Kia Stonic (tiếng Hàn Quốc: 기아 스토닉) là dòng xe SUV crossover cỡ nhỏ (Phân khúc B) được sản xuất bởi Kia Motors. Tên gọi của nó bắt nguồn từ việc kết hợp hai từ "stylish" (phong cách) và "iconic" (tính biểu tượng). Stonic ra mắt lần đầu tại Frankfurt ngày 20 tháng 6 năm 2017, tại Hàn Quốc ngày 13 tháng 7 năm 2017, và được phát hành ra thị trường vào quý 4 năm 2017. Dòng xe này còn được gọi là Kia KX1 tại thị trường Trung Quốc.

## Thư viện ảnh

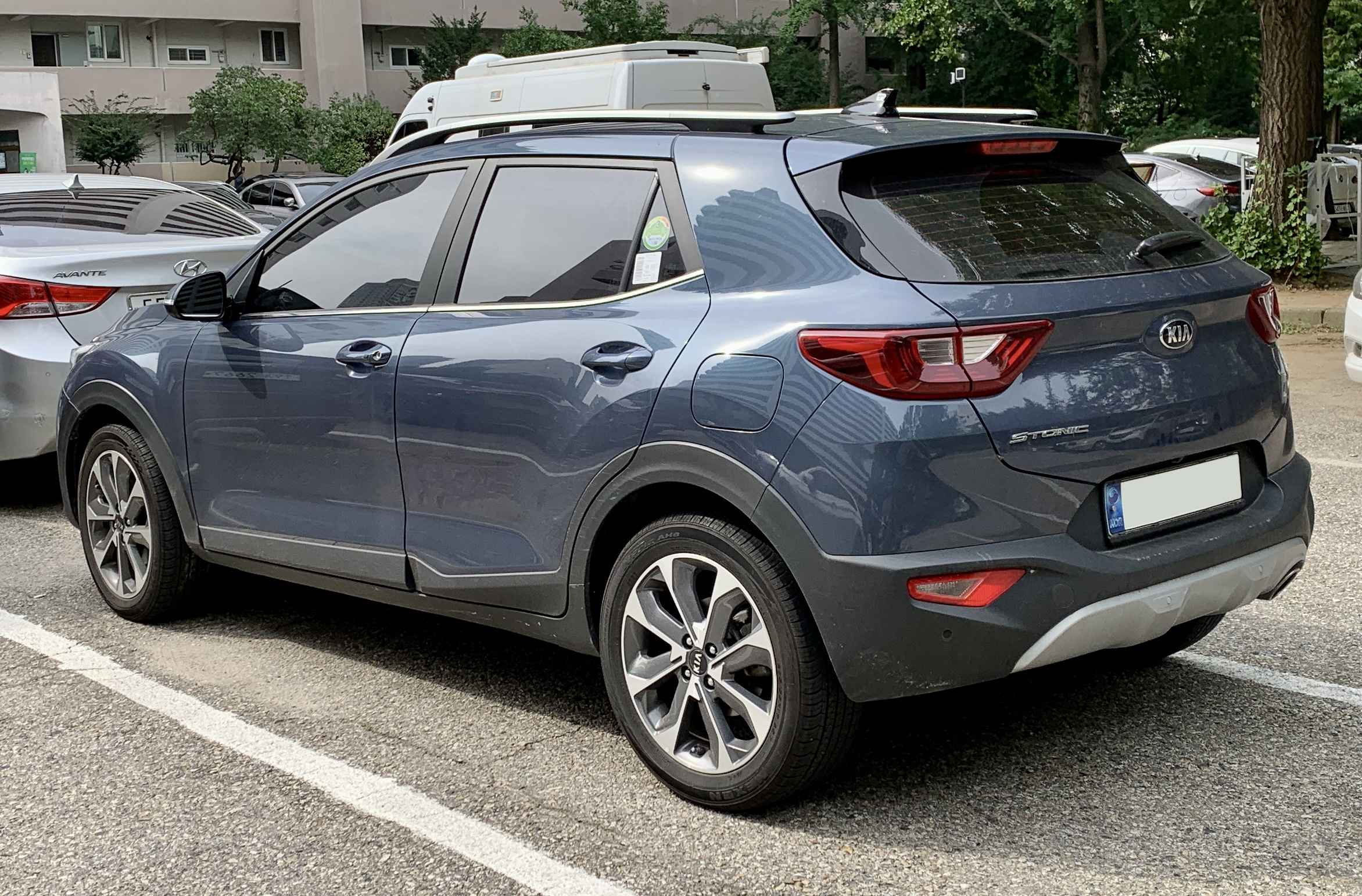
Kia Stonic 2017 (phiên bản tiền facelift)
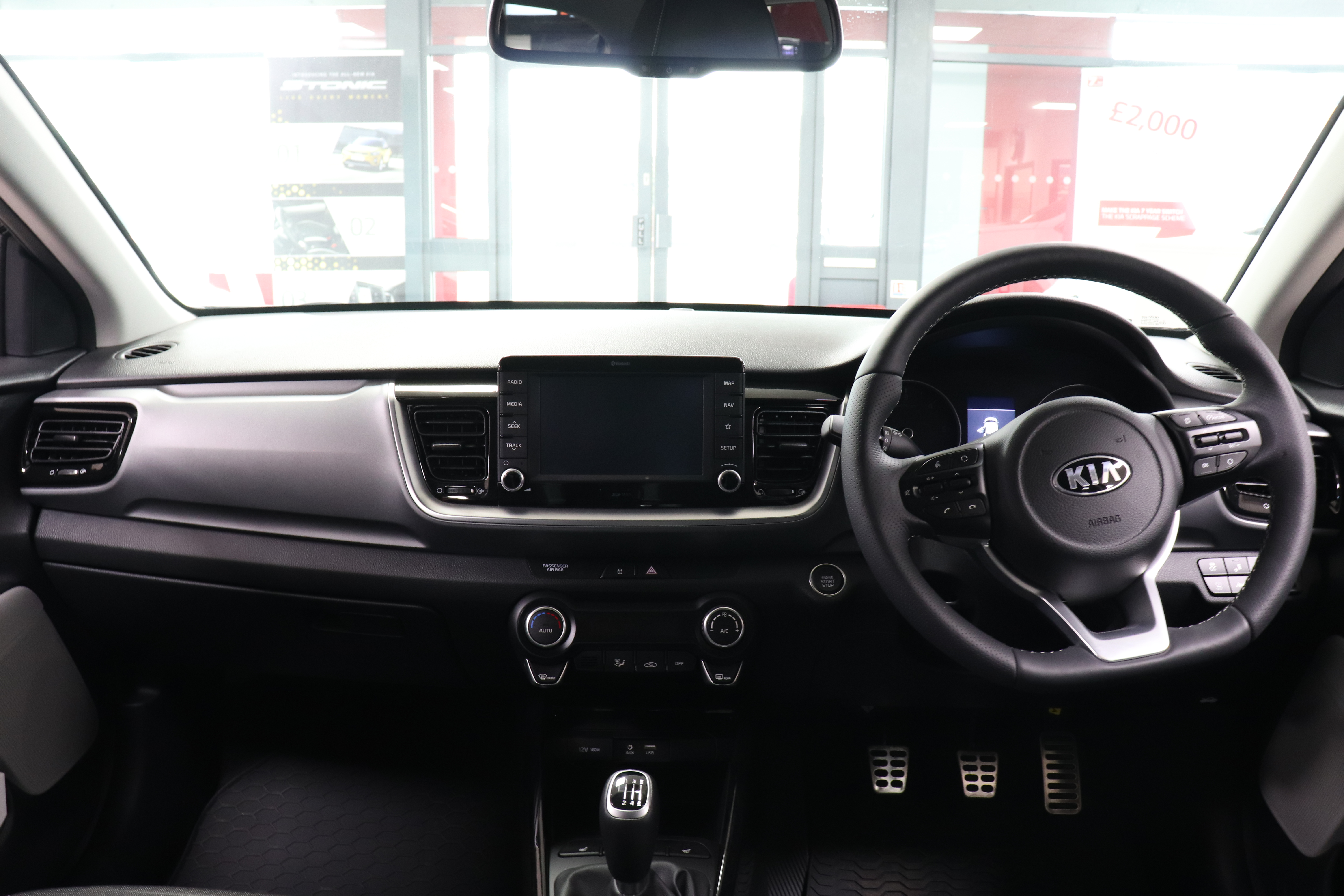
Nội thất xe
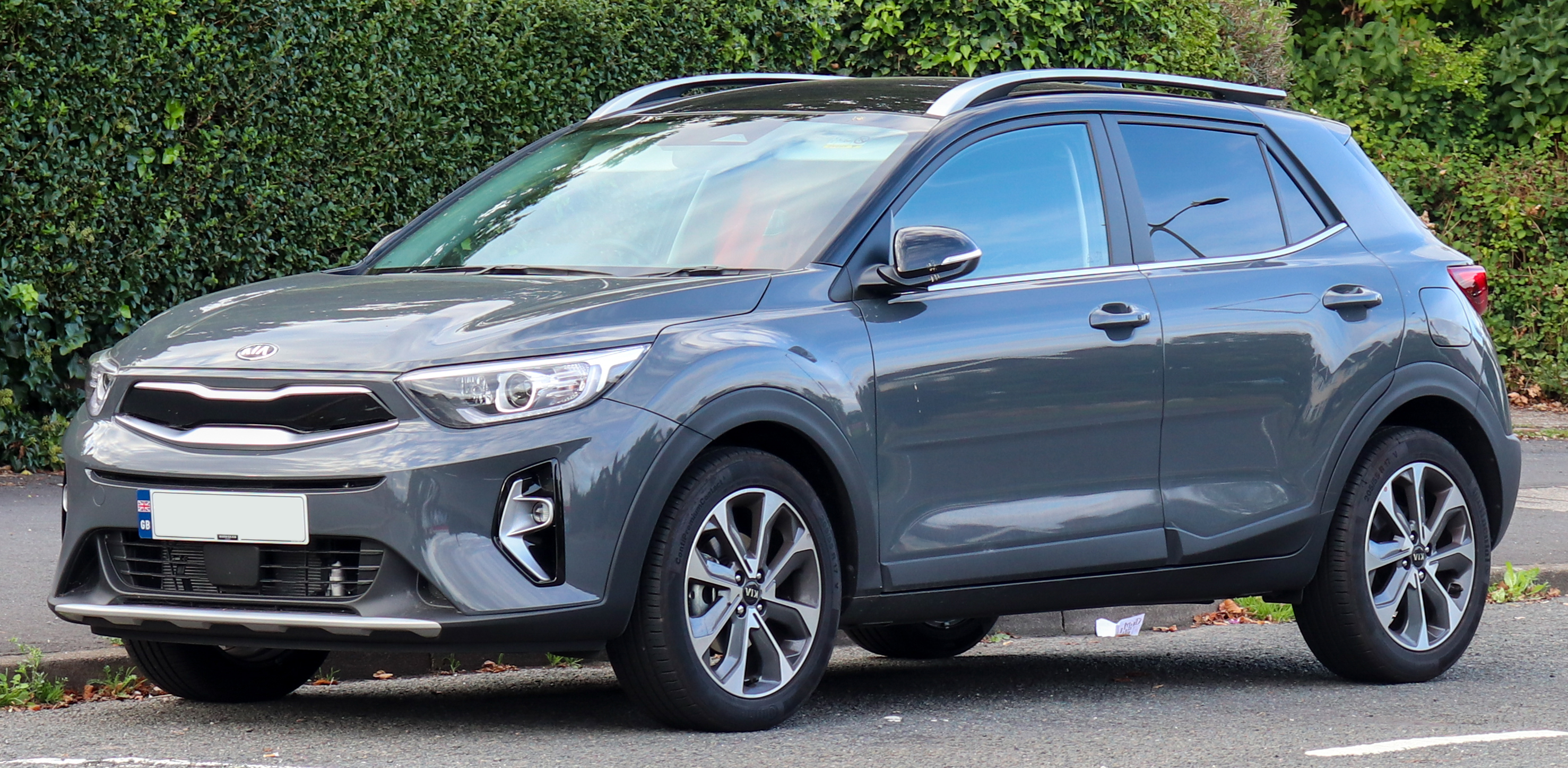
Kia Stonic 2020 (facelift)
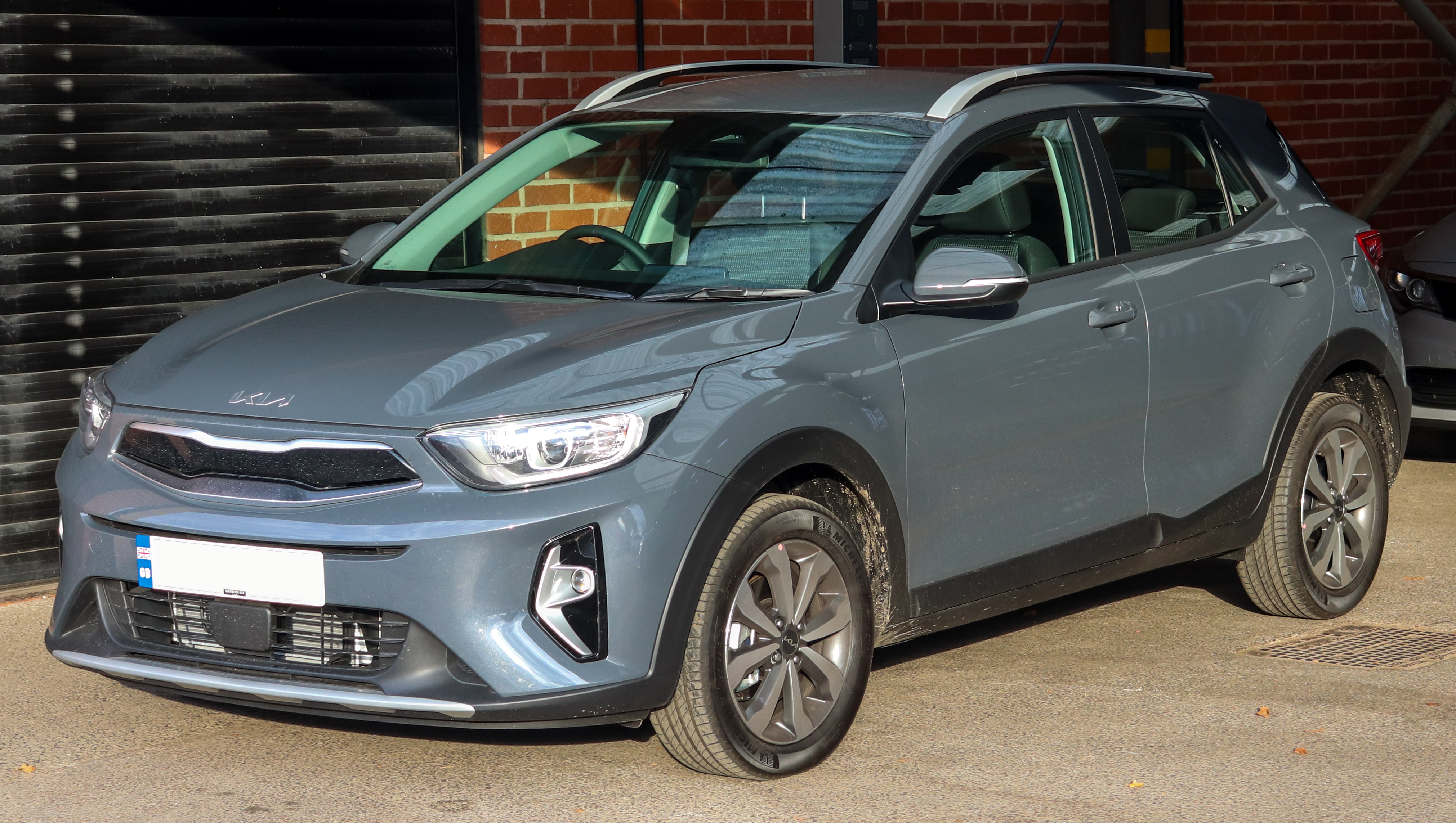
Phiên bản facelift 2021
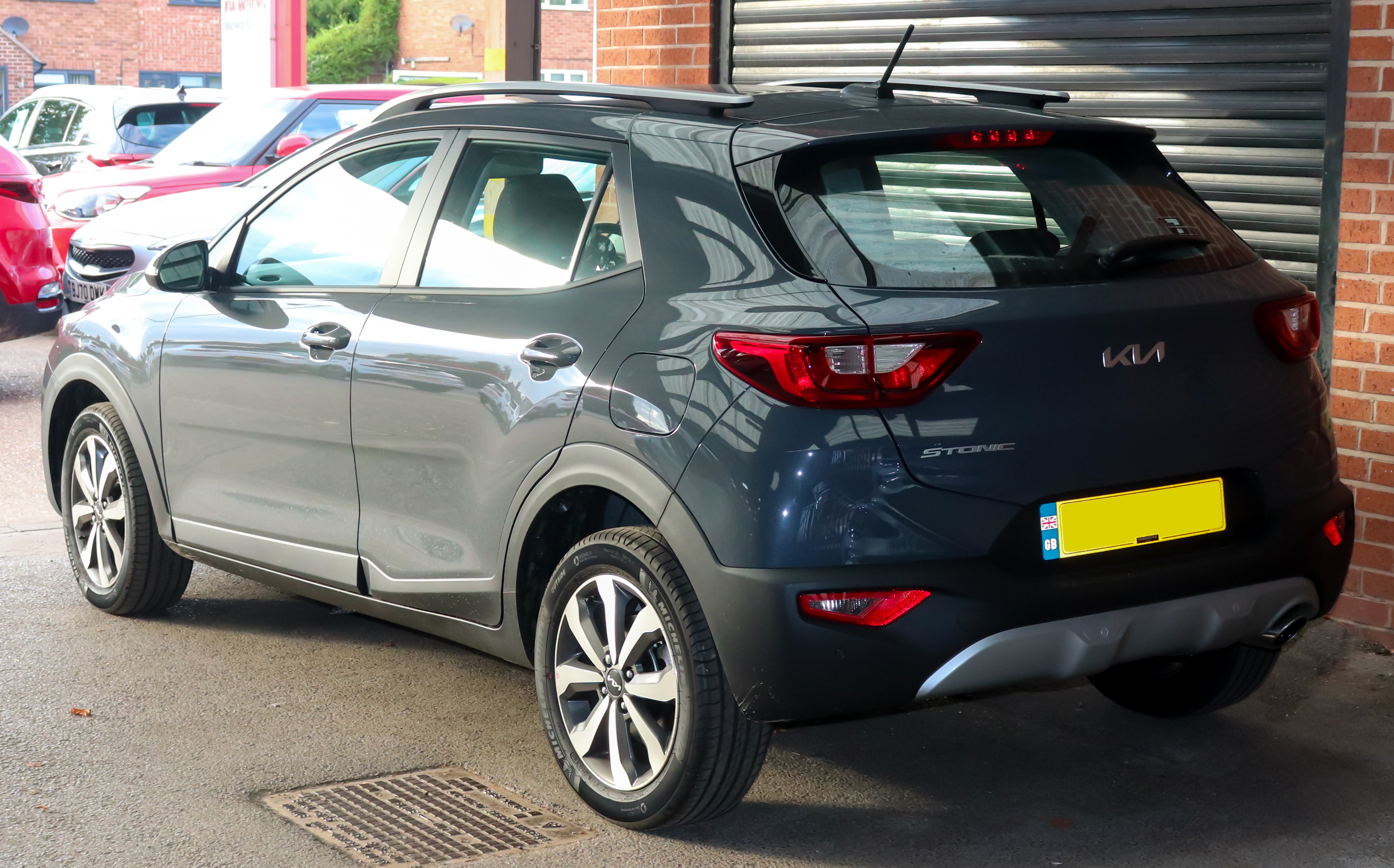
Phiên bản facelift 2021
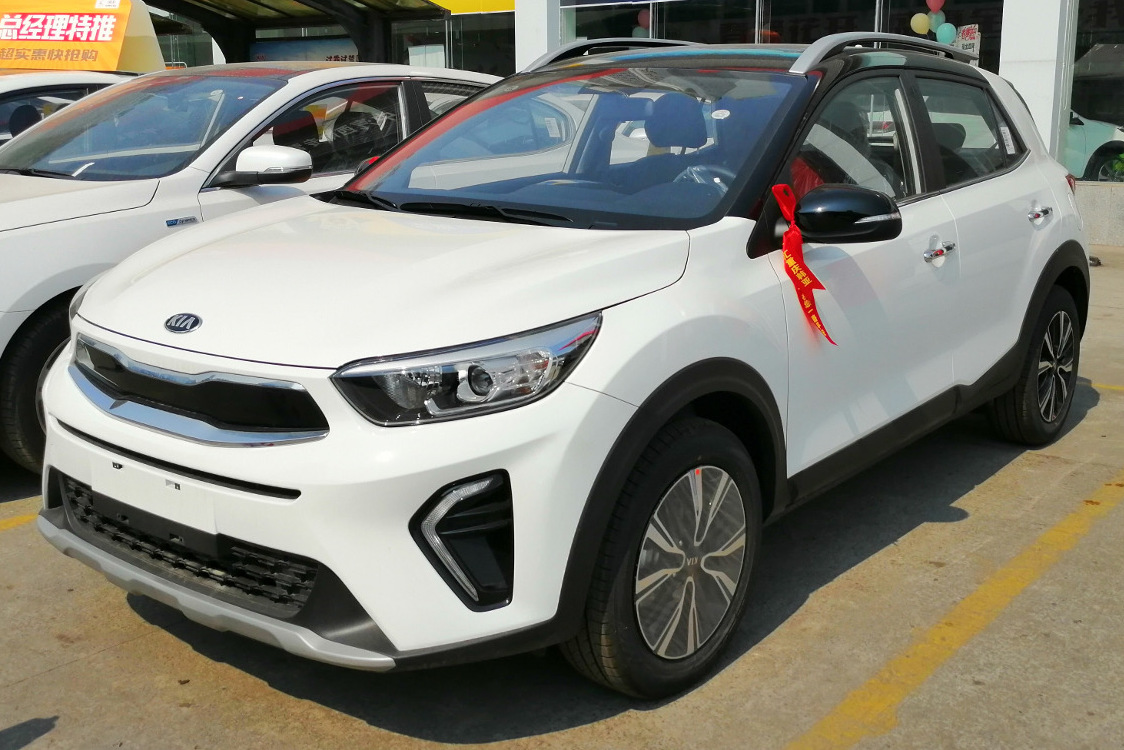
Kia KX1 (Trung Quốc)
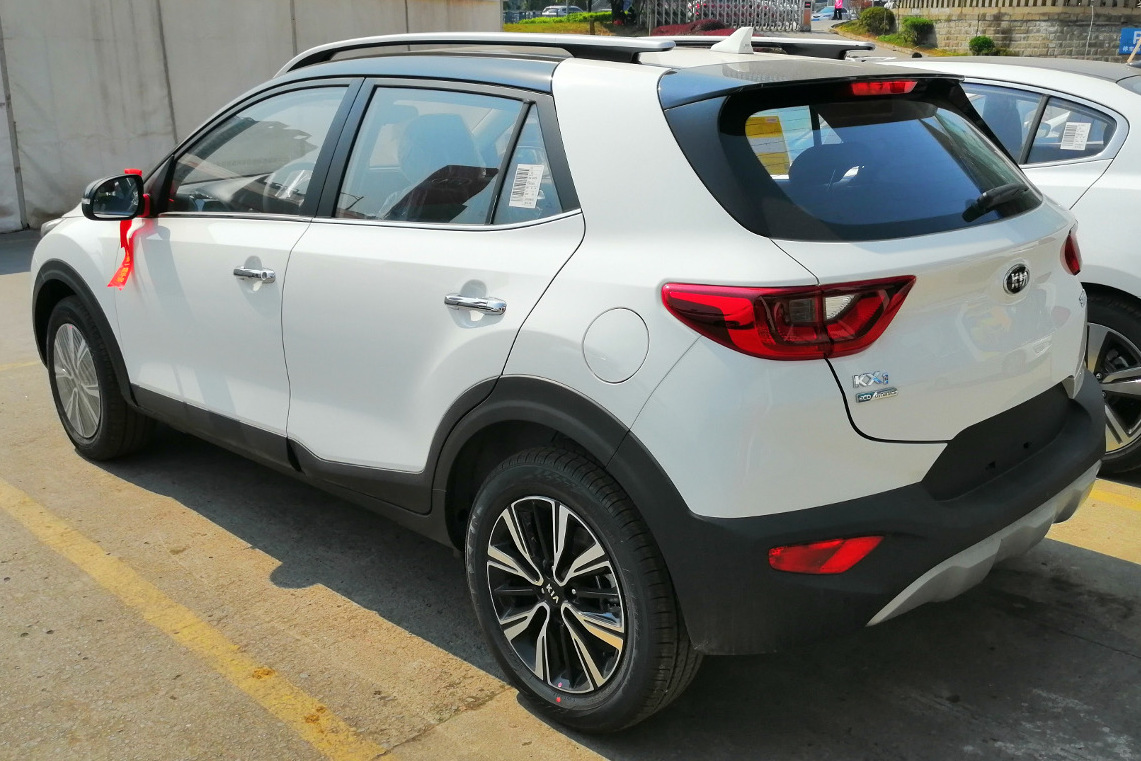
Kia KX1 (Trung Quốc)
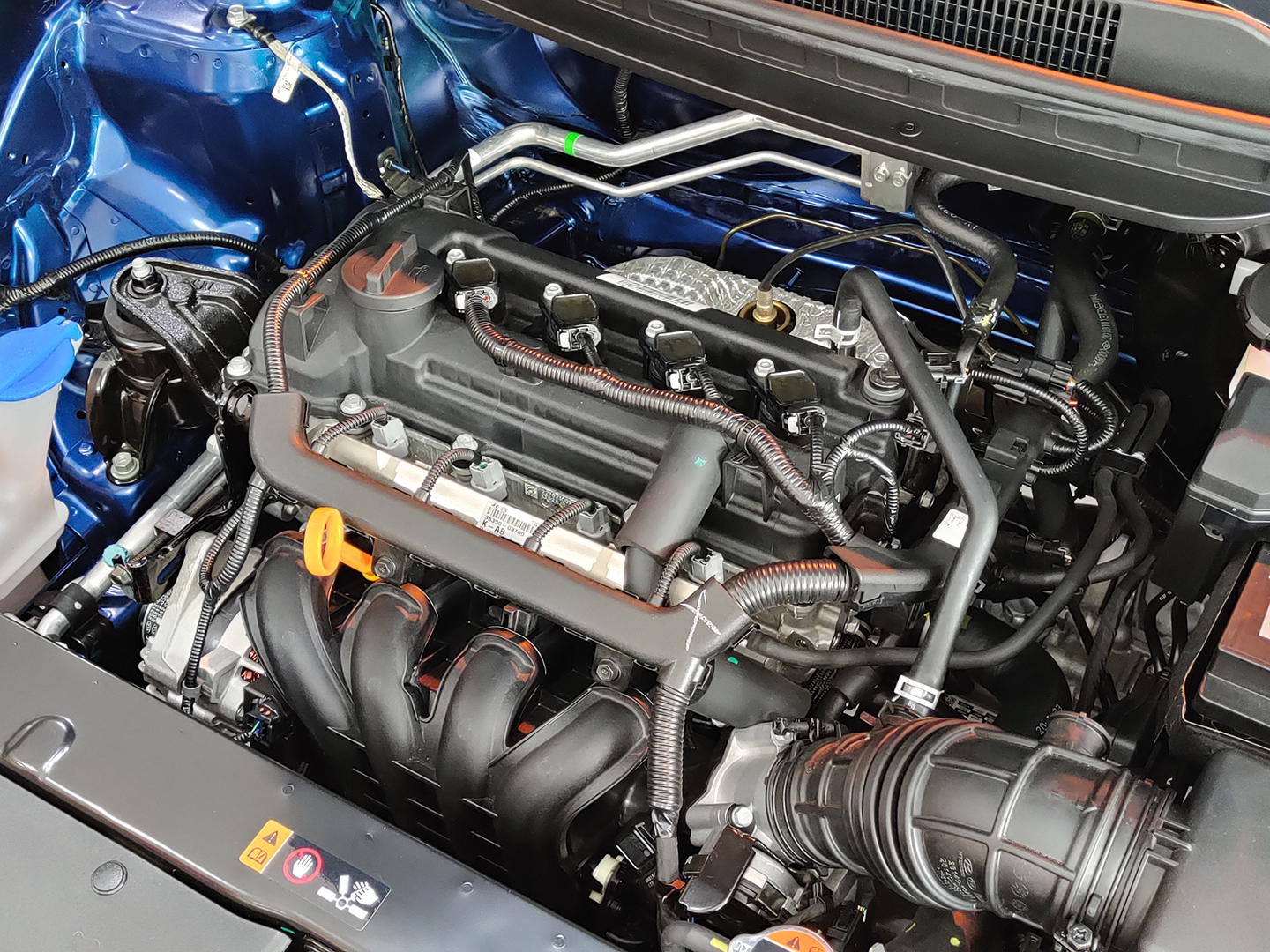
Động cơ xăng 1.4l của Kia KX1
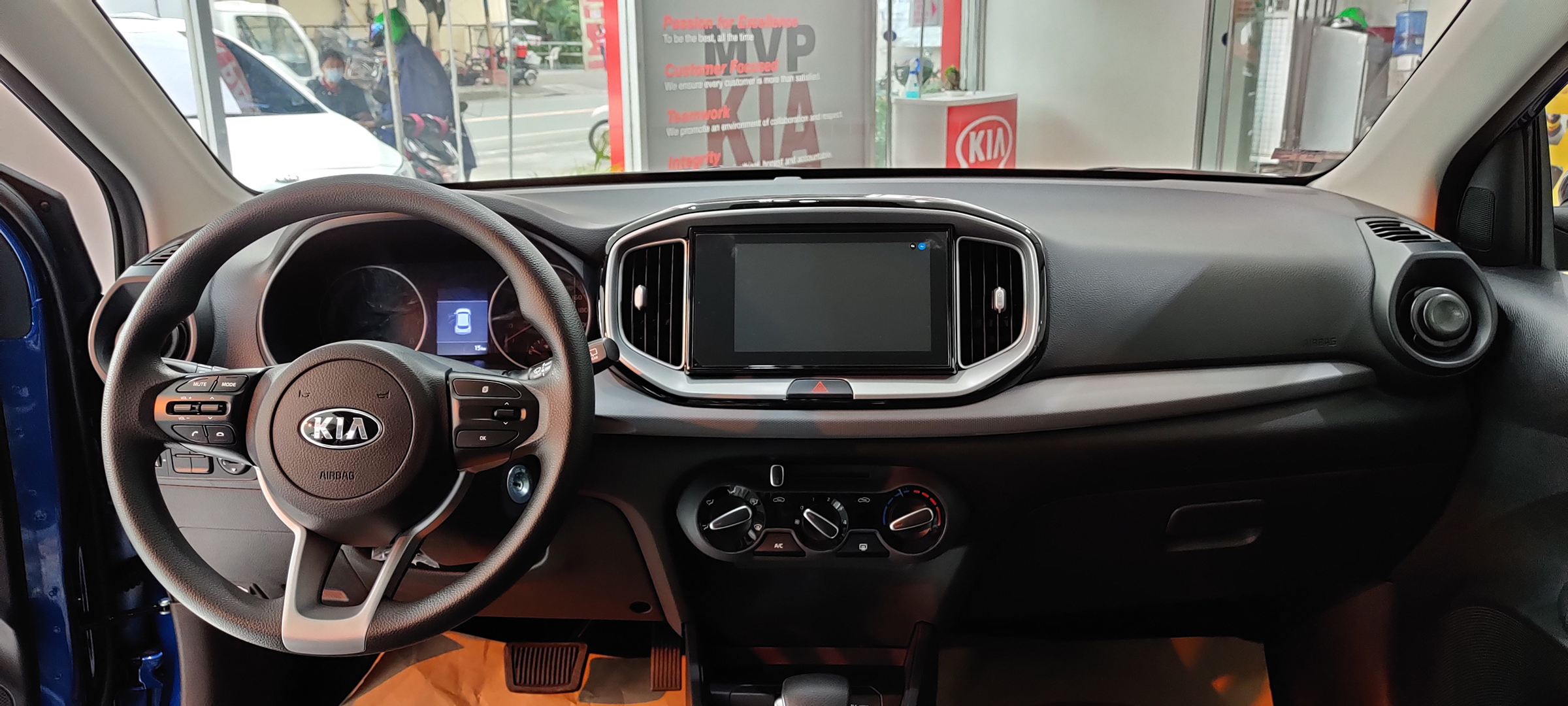
Nội thất Kia KX1